# Acanthodactylus guineensis
Acanthodactylus guineensis är en ödleart som beskrevs av  George Albert Boulenger 1887. Acanthodactylus guineensis ingår i släktet fransfingerödlor, och familjen lacertider. Inga underarter finns listade i Catalogue of Life.